# Synode von Trier
Die Synode von Trier war eine im Jahr 385 unter dem weströmischen Kaiser Magnus Maximus in Treveris einberufene Kirchenversammlung. Sie beschäftigte sich hauptsächlich mit Priscillian, den wegen Häresie angeklagten Bischof von Avila, sowie dessen Anhänger. Wegen Magie, sexueller Ausschweifungen und Manichäismus von mehreren gallischen und hispanischen Bischöfen angezeigt, wurde Priscillian vom Kaiser mit mehreren seiner Gefolgsleute zum Tode verurteilt und anschließend mit dem Schwert hingerichtet.
Die gnostisch-manichäichen Ansichten und die strenge Askese die Priscillian vertrat, sowie die rasche Ausweitung seiner Anhängerschaft, machten ihn für seine Mitbischöfe, die sich mit den Annehmlichkeiten ihrer Ämter arrangiert hatten, zu einer ernsthaften Gefahr. Zu den bedeutendsten Anklägern gehörten die Bischöfe Hydatius von Emeritia und Ithacius von Ossonoba. Die Rolle, die der neugewählte Bischof Felix von Trier im Prozess gegen Priscillian spielte, sollte nach dem Ende der Synode zu dessen Isolierung innerhalb der gallischen Bischöfe führen.

Mit Sicherheit wird auch der Reichtum Priscillians eine Rolle bei der Verhängung der Todesurteile gespielt haben, da die Güter des Verurteilten dem Staat zufielen und die leere Kasse des Kaisers Magnus Maximus füllte.
Die Interventionen bedeutender Kirchenmänner wie Martin von Tours oder Ambrosius von Mailand, keine Todesstrafe zu vollziehen, blieben erfolglos.
Der nach Priscillian, dem ersten Christen, der infolge einer Anklage durch kirchliche Vertreter hingerichtet wurde, benannte Priscillianismus sollte noch über Jahrhunderte besonders in Galicien verbreitet bleiben.